# Sirohi
Sirohi là một thành phố và khu đô thị của quận Sirohi thuộc bang Rajasthan, Ấn Độ.

## Địa lý
Sirohi có vị trí 24°53′B 72°52′Đ / 24,88°B 72,87°Đ Nó có độ cao trung bình là 321 mét (1053 feet).

## Nhân khẩu
Theo điều tra dân số năm 2001 của Ấn Độ, Sirohi có dân số 35.531 người. Phái nam chiếm 53% tổng số dân và phái nữ chiếm 47%. Sirohi có tỷ lệ 66% biết đọc biết viết, cao hơn tỷ lệ trung bình toàn quốc là 59,5%: tỷ lệ cho phái nam là 76%, và tỷ lệ cho phái nữ là 54%. Tại Sirohi, 14% dân số nhỏ hơn 6 tuổi.